# Kráľovičova slatina
Kráľovičova slatina je chráněný areál v katastrálním území obce Horné Semerovce v okrese Levice v Nitranském kraji. Území bylo vyhlášeno v roce 2000 a jeho rozloha je 0,26 hektaru. Předmětem ochrany je rašeliniště v uzavřené terénní sníženině lesního společenstva v Ipeľské pahorkatině.